# Quasi-norme
En mathématiques, une quasi-norme est une application d'un espace vectoriel dans l'ensemble des réels positifs ou nuls. Elle dispose presque des propriétés lui conférant le statut de norme. Une propriété est manquante : l'inégalité triangulaire, qui est remplacée par, : il existe une constante K (nécessairement supérieure ou égale à 1 si l'espace n'est pas nul — il suffit de prendre y = 0 et x non nul —, et pouvant être choisie ainsi dans ce dernier cas) telle que pour tous vecteurs x et y,

## Exemple
Les espaces Lp sont munis d'une quasi-norme ║ ║p, définie pour 0 < p < ∞ par
{\displaystyle \left\|f\right\|_{p}=\left(\int |f|^{p}\,\mathrm {d} \mu \right)^{1/p}}.
Si p ≥ 1, ║ ║p est une norme (K = 1) mais si p < 1, c'est seulement une quasi-norme (K = 2(1 – p)/p > 1).